# Zadubrivți, Sneatîn
Zadubrivți (în ucraineană Задубрівці) este o comună în raionul Sneatîn, regiunea Ivano-Frankivsk, Ucraina, formată numai din satul de reședință.

## Demografie
Componența lingvistică a comunei Zadubrivți
     Ucraineană (99,67%)
     Alte limbi (0,26%)
Conform recensământului din 2001, majoritatea populației comunei Zadubrivți era vorbitoare de ucraineană (99,67%), existând în minoritate și vorbitori de alte limbi.